# منطقه حفاظت‌شده الموت
منطقهٔ حفاظت‌شدهٔ الموت یک منطقهٔ حفاظت‌شده با مساحت ۴۲۹۳۴ هکتار است که در استان قزوین در ایران قرار دارد. این منطقهٔ حفاظت‌شده طبق مصوبهٔ شمارهٔ ۷۳۲ در تاریخ ۹۵/۱۲/۲۴ در فهرست مناطق تحت حفاظت سازمان محیط زیست ایران قرار گرفت.